# 소희 (연호)
소희(紹熙, 1190년 ~ 1194년)는 남송 광종(光宗) 조돈(趙惇)의 연호이다. 5년 가량 사용하였다. 광종(光宗)이 양위하고 난 후에 영종(寧宗)이 경원으로 개원할 때까지 사용하였다.
선대 황제인 고종(高宗)과 효종(孝宗)을 계승의 의미로 고종의 연호 소흥(紹興)과 효종의 연호 순희(淳熙)에서 한 글자씩 따서 만든 연호이다.

## 개원
- 순희(淳熙) 16년 11월 14일[2](율리우스력 1189년 12월 23일)에 연호를 소희(紹熙)로 정하고, 다음 해 1월 1일[3](율리우스력 1190년 2월 7일)에 개원함.[4][5][6][7]

- 소희(紹熙) 5년 윤 10월 25일[8](율리우스력 1194년 12월 9일)에 연호를 경원(慶元)으로 정하고, 다음 해 1월 1일[9](율리우스력 1195년 2월 12일)에 개원함.[10][11][6][7]

## 연대 대조표
| 소희 | 서기 (西紀) | 간지 (干支) | 금나라 연호     | 서하 연호       |
| 원년 | 1190년      | 경술 (庚戌) | 명창(明昌) 원년 | 건우(乾祐) 21년 |
| 2년  | 1191년      | 신해 (辛亥) | 명창 2년        | 건우 22년       |
| 3년  | 1192년      | 임자 (壬子) | 명창 3년        | 건우 23년       |
| 4년  | 1193년      | 계축 (癸丑) | 명창 4년        | 건우 24년       |
| 5년  | 1194년      | 갑인 (甲寅) | 명창 5년        | 천경(天慶) 원년 |

## 동시대 연호

### 중국
금(金)
- 명창(明昌) (1190년 ~ 1196년)

서하(西夏)
- 건우(乾祐) (1170년 ~ 1193년)
- 천경(天慶) (1194년 ~ 1206년)

대리국(大理國)
- 원형(元亨) (1185년 ~ 1195년)

서요(西遼)
- 천희(天禧) (1177년 ~ 1211년)

### 베트남
- 티엔뜨자투이(天資嘉瑞) (1186년 ~ 1202년)

### 일본
- 분지(文治) (1185년 ~ 1190년)
- 겐큐(建久) (1190년 ~ 1199년)

## 같이 보기
- 중국의 연호 목록